# 平瀬美里
平瀬 美里（ひらせ みさと、2002年8月6日 - ）は、日本の女優、歌手、タレントである。
千葉県出身。元スターダストプロモーション所属。以前はアイドルグループ B.O.L.T、ロッカジャポニカ、3B junior、みにちあ☆ベアーズの各グループでも活動していた。
アイドル活動終了後もスターダストプロモーション新人部に所属していたが、2024年3月31日をもってスターダストプロモーションを退所した。

## 来歴
※グループとしての活動はそれぞれのクループ（B.O.L.T、ロッカジャポニカ、3B Junior、みにちあ☆ベアーズ）のページも参照

### 2011年
- 12月 スターダストプロモーションに所属。

### 2012年
- 4月 みにちあ☆ベアーズに加入。

### 2014年
- 3月9日 みにちあ☆ベアーズが解散。
- 11月1日 3B juniorに加入。

### 2016年
- 1月27日 ロッカジャポニカとして1stシングル「ワールドピース」を発売し、EVIL LINE RECORDS（キングレコード）よりメジャーデビュー[3]。

### 2018年
- 11月3日 3B juniorの活動が終了した[4]。
- 12月12日 ソロ曲「さよならからはじまりへ」を含むロッカジャポニカの5thシングル「MUGEN」が発売された[5]。

### 2019年
- 4月29日 この日に行われた中野サンプラザ公演をもってロッカジャポニカの活動終了が発表された[6]。
- 5月24日 スタプラの新たなステージイベント「ライブスタイルダンジョン」（会場：渋谷ストリームホール）に出演。「パプリカ(Foorin)」「WOW WAR TONIGHT ～時には起こせよムーヴメント～(H Jungle with T)」「天体観測(BUMP OF CHICKEN)」「さよならからはじまりへ」の4曲を披露[7]。
- 6月28日 BUBKA 2019年8月号にインタビュー記事が掲載。[8]
- 7月15日 「EVIL LINE RECORDS 5th Anniversary FES. "EVIL A LIVE" 2019」にて、ロッカジャポニカのメンバーであった内藤るな、高井千帆に加えて新たに白浜あや、青山菜花と共に結成されたB.O.L.T(ボルト)のメンバーとして活動することが発表された[9]。
- 7月18日 「コアラモード.小幡康裕のガチンコスターダストプラネット」（フジテレビNEXT）に出演。
- 8月3日 「TOKYO IDOL FESTIVAL 2019」にて、17才目前企画として「逆プレゼント特典会」をソロで実施[10]。
- 8月6日 17歳の誕生日であるこの日にInstagramが開設された[11]。
- 8月17日 - 26日　東京・明治座で行われた「ももクロ一座特別公演」に出演[12]。
- 11月11日 テレ朝動画「川上アキラの人のふんどしでひとりふんどし」＃211 に出演。今後の夢や目標について語った[13]。
- 11月15日 東京・Mt.RAINIER HALL SHIBUYA PLEASURE PLEASUREで開催された『「ここから」CD発売記念イベント』をもってB.O.L.Tを脱退[14][15]。
- 12月25日 スターダストプロモーション内の所属部署がSTARDUST PLANETから新人部に異動したことが公式Twitterにて発表された[16]。

### 2020年
- 4月1日 - 2日 舞台「アリスインデッドリースクール 永遠」に出演[17][18][19][20][21]。

### 2021年
- 3月28日 「坂下史織主宰 Joint Concert vol.0.5」に出演。
- 6月3日 - 6日 舞台「ワタシタチのキョリ」に出演[22][23][24]。
- 9月8日 - 12日 舞台「アリスインデッドリースクール 邂逅」に出演[25][26]。
- 10月1日 - 3日 舞台「早稲田の中心でROCKを叫べ！！略してワセチュウ！」に出演[27][28]。
- 10月20日 - 24日 舞台「注意書きの多い料理店」に出演[29][30][31]。
- 12月10日 - 12日 朗読劇「晴天に雨2021 〜あのコと私。〜」に出演[32][33]。

### 2022年
- 4月29日 - 5月1日 舞台「君に響け！〜楽器達のラプソディ〜」に出演[34][35]。
- 2月23日 - 27日 舞台「ヤミイチ」に出演[36][37]。
- 6月29日 - 7月3日 舞台「ダンスライン」に出演[38][39][40]。
- 8月7日 生誕イベント「HIRASE MISATO 20th Birthday Event」をGOTANDA G3にて開催[41][42]。
- 9月23日 - 25日 舞台「時を駆け抜ける少女」に出演[43][44]。
- 11月23日 - 27日 舞台「アリスインデッドリースクール 永劫」に出演[45][46][47][48][49]。
- 12月14日 - 18日 舞台「晴天に雨～聖夜の祭囃子～」に出演[50]。

### 2023年
- 3月2日 - 5日 舞台「桜だより、届いてますか」に出演[51][52]。
- 5月3日 - 7日 舞台「魔銃ドナー 巫/かんなぎ」に出演[53]。
- 5月25日 - 28日 舞台「時を駆け抜ける少女2023 ディレクターズカットバージョン」に出演[54]。
- 8月1日 - 6日 舞台「犬の刺客2023」に出演[55][56]。
- 9月15日 - 18日 舞台「さよならRADIO2023」に出演[57]。
- 11月23日 - 12月3日 舞台「降臨SOUL」に出演[58][59][60]。
- 12月23日 「時を駆け抜ける少女」クリスマススペシャルイベント「時を駆け抜ける LIVE!!」に出演[61]。

### 2024年
- 2月9日 - 12日 舞台「ときめきステーショナリーズ ファースト・ラブ」に出演[62]。
- 3月14日 - 17日 舞台「バラエティーズ」に出演[63]。
- 3月23日 「降臨SOUL 記録動画上映会 ～ 下鬼多降臨 ～」に出演[64]。
- 4月1日 2024年3月31日付でスターダストプロモーションを退所したことを自身のSNSで報告した[1][2]。
- 4月20日 「平瀬美里大感謝祭」をGOTANDA G+にて開催。1部は「Misato’s tea party～Everybody needs somebady ～」、2部は「ゆるっと2次会。～I’M FREEDOM ～」と題した自主企画イベント。
- 4月14日 レインボータウンFM「Crossing Art」の第2日曜日のパーソナリティーに就任。（7月から第4日曜日に変更[65]）
- 6月19日 - 23日 舞台「ネーチャンズ☆2024」に出演[66][67]。
- 7月6日 - 15日 舞台「時を駆け抜ける少女 2〜TAKE バブル〜」に出演[68]。
- 8月11日 『平瀬美里 PRESENTS ｢Dear voice｣～THREE AND ONLY～』をGOTANDA G4にて開催。1部・2部ともゲストにシンガーソングライターの夕月、元ロッカジャポニカの椎名るかを迎えた生バンド編成のライブイベント。1部には原口誠がゲストキーボードとして参加。また、グッズデザインに元ロッカジャポニカでイラストレーターのヤマウチアミも参加。
- 9月25日 - 29日 舞台「Girls Live Action 降臨SOUL 風燐火斬」に出演[69]。
- 10月13日 即興劇「天竺生地」vol.13に出演[70]。
- 12月4日 - 8日 舞台「召喚アウトロー」に出演[71]。
- 12月29日 平瀬美里主催公演をGOTANDA G3にて開催。1部は「Misato's ちょもっとクリスマスパーティー ～略してちょもクリ～」、2部は「ゆるゆるっと忘年会 ～We're FREEDOM～」。1部・2部ともゲストにシンガーソングライターの夕月、女優の葉月智子がゲスト出演。

### 2025年
- 1月10日 - 13日　舞台「ときめきステーショナリーズ外伝-change the PRIDE-」に出演[72][73]。
- 1月29日 - 2月2日 舞台「産声をあなたに」に出演[74]。
- 3月30日 「Joint Concert vol.1」をLiveHouse Only Youにて開催。コーラス＆ゲストボーカル、ギター、ベース、ドラム、ピアノという生バンド編成のライブ。
- 4月3日 - 6日 舞台「LOST SWORD」に出演[75]。
- 4月23日 - 29日 舞台「どぎまぎメモリアル」に出演[76]。
- 5月21日 - 5月25日 舞台「Girls Live Action『降臨SOUL』 是非ニ及バズ」に出演[77]。
- 6月8日 KINGLYMASK原宿本店にて「平瀬美里 × KINGLYMASK 1日店長イベント」開催[78]。
- 6月25日 - 29日 舞台「スーパーマンガ大戦 -THE NEXT-」に出演[79][80]。
- 7月30日 - 8月3日 ミュージカル「メイツ！～ブラウン管の向こうへ～」に出演[81][82]。
- 8月6日 YouTube公式チャンネルを開設。2024年に開催したライブ『平瀬美里 PRESENTS ｢Dear voice｣～THREE AND ONLY～』でのオリジナル曲「DEAR VOICE」初披露時の映像が公開された[83]。
- 8月20日 - 24日 舞台「三国ワルキューレ～黒きラグナロク～」に出演[84]。
- 9月7日 - 平瀬美里生誕祭イベントを開催[85]。
- 10月1日 - 5日 舞台「魔法歌劇アルマギア ～The Cursed Melody～」に出演[86][87]。
- 10月10日 - 11日 降臨SOULのイベント「降臨祭2025 シン大苦墓降臨」の「降臨祭 DAY1」「降臨TALK in 降臨祭」に出演[88]。
- 11月19日 - 24日 舞台「歌舞伎町シュガーナイト」に出演[89]。

## 人物
- ニックネームは、「みぃ」「みぃちゃん」。[90]
- 趣味は犬を愛でる、音楽を聴く。特技は歌。[91]
- 双子のトイプードル「ニコ」「コロ」を飼っている。[92]

## 出演
※グループとしての出演はそれぞれのクループ（B.O.L.T、ロッカジャポニカ、3B Junior、みにちあ☆ベアーズ）のページも参照

### テレビ
- フジテレビNEXT「清塚信也のガチンコ3B junior」
- フジテレビNEXT「清塚信也のガチンコスターダストプラネット」
- フジテレビNEXT「コアラモード.小幡康裕のガチンコスターダストプラネット」
- フジテレビ「未来CHO人図鑑」（2024年10月31日、11月7日）

### ラジオ
- WEBラジオ「太陽系放送局 -SSBC-」（第11回 2021年8月9日、第12回 8月23日）[93][94]
- レインボータウンFM「Friday Hit☆Magic 〜突撃！友あつアラート!〜」（2021年9月17日、11月19日）
- レインボータウンFM「Crossing Music」（2022年9月11日、2023年8月20日）
- 狛江FM「DJ GASSSと谷松香苗のデストピアクラブ」（2023年3月3日）
- レインボータウンFM「Crossing Art」（2024年4月 - 6月） - 第2日曜日パーソナリティー
- レインボータウンFM「CrossingArt RADIOカンフェティ」（2024年7月 - 2025年1月） - 第4日曜日パーソナリティー[95]
- AuDee「アトリエ！山内姉妹」（2024年8月1日、8月8日）[96]

### CM
- 吉野石膏「タイガーボード～無人島、何持っていく？篇」（2022年）[97]
- Google Play「僕たちは、ずっと楽しい。」篇「ゲームをしてる時の、みんなが好きだ。」篇（2022年）[98][99]
- ハウス食品株式会社「ハウスシチュー 世代編」（2023年）

### 舞台
- 「ももクロ一座特別公演」（2019年8月17日 - 26日、浜町・明治座）[12]
- アリスインプロジェクト「アリスインデッドリースクール 永遠」（2020年4月1日 - 2日、新宿・シアターブラッツ） - W主演・墨尾優 役[17]
- ファーストピック・アリスインプロジェクト「ワタシタチのキョリ」（2021年6月3日 - 6日、新宿村LIVE） - 相沢エイコ 役[100]
- アリスインプロジェクト「アリスインデッドリースクール 邂逅」（2021年9月8日 - 12日、新宿村LIVE） - 青池和磨 役[25]
- フォーエスエンタテインメント・ぷらもカンパニー「早稲田の中心でRockを叫ぶ!! 略してワセチュウ!」(2021年10月1日 - 3日、早稲田RiNen) - 石野マコ 役[27]
- フォーエスエンタテインメント「注意書きの多い料理店」（2021年10月20日 - 24日、下北沢駅前劇場） - 雨宮クルミ 役[29]
- フォーエスエンタテインメント 朗読劇「晴天に雨2021 〜あのコと私。〜」（2021年12月10日 - 12日、五反田G5） - 稲村結衣 役[32]
- フォーエスエンタテインメント「君に響け！〜楽器達のラプソディ〜」（2022年4月29日 - 5月1日、西荻ターニング） - 主演・声乃ヒビキ 役[34]
- TOMOIKEプロデュース「ヤミイチ」（2022年2月23日 - 27日、シアター711） - 湯川真優 役[101]
- アリスインプロジェクト「ダンスライン」（2022年6月29日 - 7月3日、新宿村LIVE） - 平山樹 役[38]
- フォーエスエンタテインメント「時を駆け抜ける少女」（2022年9月23日 - 25日、新宿SACT!） - W主演・トモ 役[43]
- アリスインプロジェクト「アリスインデッドリースクール 永劫」（2022年11月23日 - 27日、新宿村LIVE） - W主演・墨尾優 役（後藤萌咲とのW主演）[45]
- フォーエスエンタテインメント「晴天に雨～聖夜の祭囃子～」（2022年12月14日 - 18日、千本桜ホール） - 主演・稲村結衣 役[102]
- フォーエスエンタテインメント「桜だより、届いてますか」（2023年3月2日 - 5日、下北沢・小劇場B1） - 日向美乃 役[51]
- アリスインプロジェクト「魔銃ドナー 巫/かんなぎ」（2023年5月3日 - 7日、新宿村LIVE） - 忌部榊(いむべ・さかき)  役[103]
- フォーエスエンタテインメント「時を駆け抜ける少女2023 ディレクターズカットバージョン」（2023年5月25日 - 28日、西荻ターニング） - W主演・トモ 役[54]
- 友池創作プロジェクト 「犬の刺客2023」（2023年8月1日 - 6日、下北沢・駅前劇場） - 植田みのり 役[55]
- フォーエスエンタテインメント「さよならRADIO2023」（2023年9月15日 - 18日、千本桜ホール） - 主演・尾崎華 役[57]
- アリスインプロジェクト「降臨SOUL」（2023年11月23日 - 12月3日、中目黒キンケロ・シアター） - 破芝英美 役[58]
- フォーエスエンタテインメント「時を駆け抜ける LIVE!!」（2023年12月23日、西荻ターニング）
- フォーエスエンタテインメント「ときめきステーショナリーズ ファースト・ラブ」（2024年2月9日 - 12日、アトリエファンファーレ高円寺） - キョウカ 役[62]
- フォーエスエンタテインメント「バラエティーズ」（2024年3月14日 - 17日、下北沢シアター711） - ユウ 役[63]
- Studio K'z「ネーチャンズ☆2024」（2024年6月19日 - 23日、シアターKASSAI） - 主演・宝田結 役[66]
- フォーエスエンタテインメント「時を駆け抜ける少女 2〜TAKE バブル〜」（2024年7月6日 - 15日、西荻BETTYROOM、中野Studio twl（イベント公演）、西川口ハーツ） - W主演・トモ 役[68]
- アリスインプロジェクト「Girls Live Action 降臨SOUL 風燐火斬」（2024年9月25日 - 29日、六行会ホール） - 破芝英美 役[69]
- 天竺「天竺生地 vol.13」（2024年10月13日、バルスタジオ）[70]
- Studio K'z「召喚アウトロー」（2024年12月4日 - 8日、萬劇場） - 赤城あまり 役[71]
- フォーエスエンタテインメント「ときめきステーショナリーズ外伝-change the PRIDE-」（2025年1月10日 - 13日、下北沢・小劇場B1） - 勇者の妹 オリビア 役[72]
- フライドBALL企画vol.68「産声をあなたに」（2025年1月29日 - 2月2日、新宿THEATER BRATS） - 主演・岸野弥生 役[104]
- 第23回 東出有貴プロデュース公演「LOST SWORD」（2025年4月3日 - 6日、すみだパークシアター倉） - ムクロ 役[75]
- 劇団バルスキッチン第40回公演「どぎまぎメモリアル」（2025年4月23日 - 29日、バルスタジオ） - 野原亜紀 役[76]
- アリスインプロジェクト「Girls Live Action『降臨SOUL』 是非ニ及バズ」（2025年5月21日 - 5月25日、六行会ホール）- 破芝英美 役[77]
- Studio K'z「スーパーマンガ大戦 -THE NEXT-」（2025年6月25日 - 6月29日、シアター風姿花伝） - 主演・高橋ルミエ 役[79]
- 6Cプレゼンツ メイツプロジェクト「メイツ！～ブラウン管の向こうへ～」（2025年7月30日 - 8月3日、シアターグリーン BIG TREE THEATER） - ミドリコ 役[81]
- プロダクションピエロ「三国ワルキューレ～黒きラグナロク～」（2025年8月20日 - 8月24日、萬劇場） - 主演[84]
- Studio K'z・アリスインプロジェクト「魔法歌劇アルマギア ～The Cursed Melody～」（2025年10月1日 - 5日、築地本願寺ブディストホール）[86][87]
- 劇団バルスキッチン第45回公演「歌舞伎町シュガーナイト」（2025年11月19日 - 11月24日、バルスタジオ） - 聖夜 役[89]

### 書籍・雑誌
- BUBKA 2019年8月号[8]
- カンフェティ 2025年8月号[105]

### インターネットテレビ／ライブ動画配信
- テレ朝動画「川上アキラの人のふんどしでひとりふんどし」＃211 2019年11月11日[13]
- アリスインプロジェクト『アイガク2021&デッドリー永遠フェス』（2021年2月26日 - 3月21日、ZAIKO）[106]
  - 「デッドリー永遠・大百科」（2021年2月26日 - 28日）
  - おなじみ学園バラエティ「アイガク・ライブ」（2021年3月13日）
  - 2チーム対抗戦の真剣バトル 「アイガク・バトラーズ」（2021年3月14日 - 21日）
- アリスインプロジェクト『アイガク! 春フェス・オンライン2021』（2021年4月25日、ZAIKO）[107]
  - 2チームに分かれての真剣バトル「アイガク・バトラーズ」
  - おなじみ！学園バラエティ&大喜利「アイガク・ライブ」
- アリスインプロジェクト『アイガク! 夏フェス・オンライン2021』「アイガク・バトラーズ」（2021年7月31日 - 8月1日、ZAIKO）[108]
- 降臨SOUL（YouTube公式チャンネル）
  - 『降臨SOUL』公演直前生配信！！！（2023年11月16日）[109]
  - 降臨TALK 〜 たけぽよ、天下人への道 〜　第3回（2025年3月25日）[110]

### WEB
- おっかけ！3B junior 平瀬美里 2016年11月30日
- おっかけ！3B junior 平瀬美里 2018年5月20日
- 3B junior原色図鑑 zero 平瀬美里 2018年8月31日
- おっかけ！3B junior －番外編－ 平瀬美里 2018年11月23日
- 「ここから、平瀬美里」 2019年4月22日
- 平瀬美里×きなこ×佐月絵美でエンタメティーチイン（STARDUST WEB、2023年4月20日、27日）[111][112]
- 前回公演に新たな物語を加えた最新作を上演　オール女性キャストで挑むハチャメチャファンタジー未来に向かっていける公演に！（カンフェティ、2025年8月4日）[105]

## 作品
※グループとしての作品はそれぞれのクループ（B.O.L.T、ロッカジャポニカ、3B Junior、みにちあ☆ベアーズ）のページを参照

### オリジナル曲
| 発表年 | タイトル               | 作者                       | 備考 |
| ------ | ---------------------- | -------------------------- | --- |
| 2018年 | さよならからはじまりへ | 作詞・作曲・編曲：堀江晶太 | 2018年12月12日発売のロッカジャポニカ 5thシングル「MUGEN」（平瀬美里盤）に収録 |
| 2024年 | DEAR VOICE             |                            | 2024年8月11日のライブイベント『平瀬美里 PRESENTS ｢Dear voice｣～THREE AND ONLY～』にて発表された。歌詞は共作。 2025年3月30日の「Joint Concert vol.1」にてエムカードが発売された。 |
| 2024年 | Coral Diary            |                            | 2024年12月29日の平瀬美里主催公演にて発表された。 |

### その他の参加作品
- 「竜人くんが大好きです♡」（イヤホンズ×内藤るな・高井千帆・平瀬美里（ex.ロッカジャポニカ）×清竜人）[115]